# Oban (Nowa Zelandia)
Oban – główna miejscowość na wyspie Stewart, najbardziej wysuniętej na południe zamieszkanej wyspy Nowej Zelandii. Miejscowość znajduje się w regionie Southland. Miejscowość ma połączenie powietrzne z Invercargill i połączenie promem wodnym z Bluff.
Nazwa miejscowości pochodzi od miejscowości Oban w Szkocji, gdyż w czasach początku europejskiej kolonizacji południowej części Nowej Zelandii, szkoccy osadnicy stanowili dużą część osadników.